# Schizonycha obscuricolor
Schizonycha obscuricolor är en skalbaggsart som beskrevs av Maurice Pic 1905. Schizonycha obscuricolor ingår i släktet Schizonycha och familjen Melolonthidae. Inga underarter finns listade i Catalogue of Life.